# Placidochromis lineatus
Placidochromis lineatus är en fiskart som beskrevs av Mark Hanssens 2004. Placidochromis lineatus ingår i släktet Placidochromis och familjen Cichlidae. Inga underarter finns listade i Catalogue of Life.